# Wilfried Haslauer (ur. 1956)
Wilfried Haslauer (ur. 3 maja 1956 w Salzburgu) – austriacki polityk, prawnik i samorządowiec, starosta krajowy Salzburga (2013–2025).

## Życiorys
Syn Wilfrieda Haslauera, starosty krajowego Salzburga w latach 1977–1989. W latach 1975–1979 studiował prawo i ekonomię na uniwersytetach w Salzburgu i Wiedniu, do 2004 praktykował w zawodzie prawnika.
Był kuratorem powiązanego z Austriacką Partią Ludową think tanku Seebrunner Kreis, a także prezesem instytucji Dr.-Wilfried-Haslauer-Bibliothek. W latach 2004–2013 wchodził w skład regionalnego rządu Salzburga jako zastępca premiera rządu krajowego, w 2013 powołany na starostę krajowego. Utrzymywał to stanowisko po kolejnych wyborach, pozostając na nim do lipca 2025.